# Cour de marbre

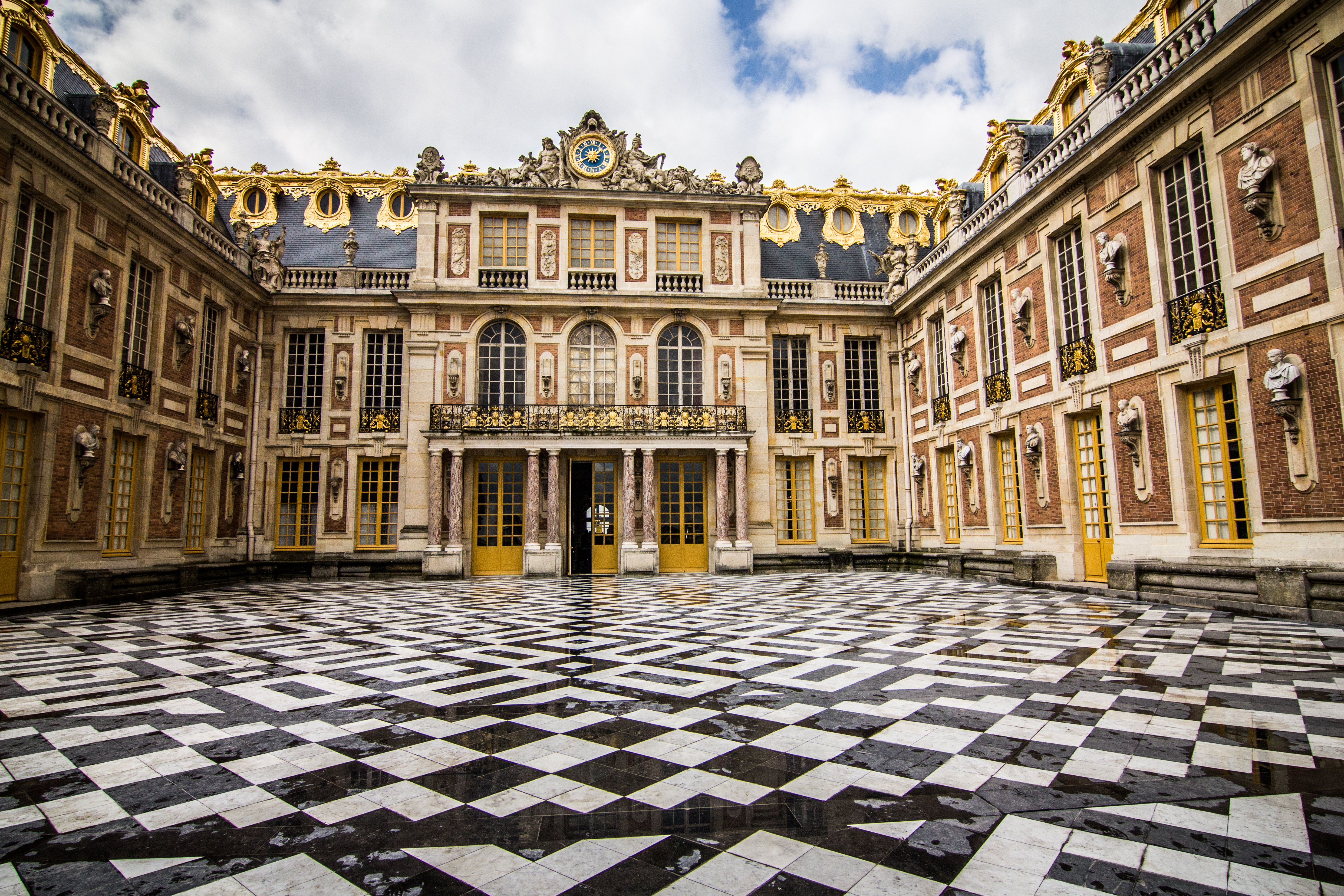
Veduta generale della cour de Marbre.

La cour de Marbre (in italiano: "corte di marmo") è uno dei cortili interni della Reggia di Versailles pavimentato in marmo nero e bianco, situato nell'area più antica del castello, ai piedi della camera del re. La corte e le facciate del castello che la circondano sono unanimememte considerate tra le opere architettoniche di maggiore raffinatezza dell'intera storia dell'uomo.
Separata dalla cour royale, qui si tenevano gli spettacoli teatrali della corte.
Fu qui che, il 5 gennaio 1757, Robert-François Damiens tentò di assassinare Luigi XV.

## Storia
La cour de Marbre è la corte del castello primitivo fatto erigere da Luigi XIII nel 1623.
Le piastrelle bianche e nere provengono dal Castello di Vaux-le-Vicomte come pure gran parte delle sculture qui presenti che vennero messe all'asta dalla famiglia dell'ormai rovinato Nicolas Fouquet.
La cour de marbre venne ribassata all'epoca di Luigi Filippo, ma i restauri degli anni ottanta l'anno riportata al suo livello originario.

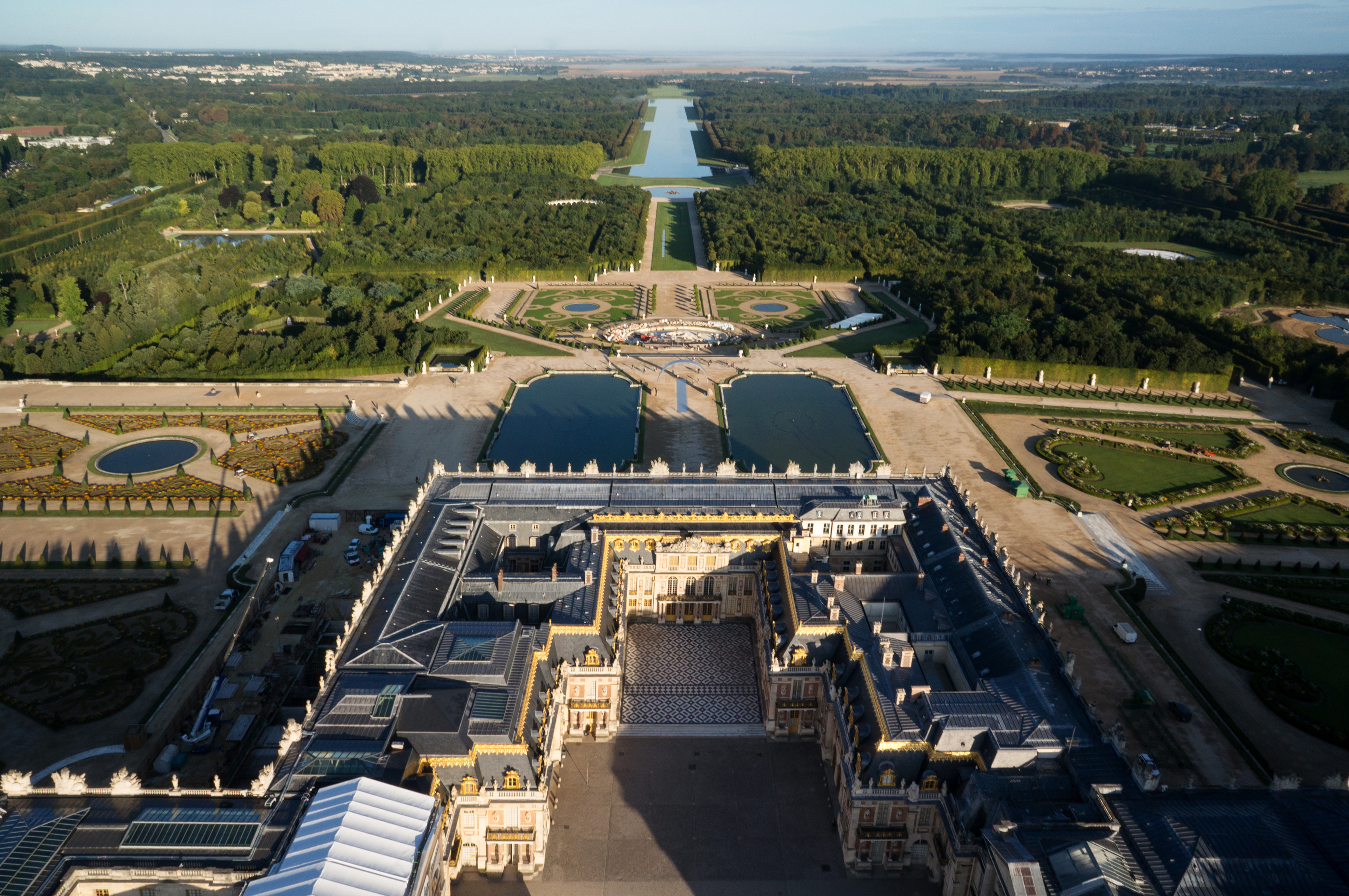
La cour de Marbre inserita nel contesto del castello.
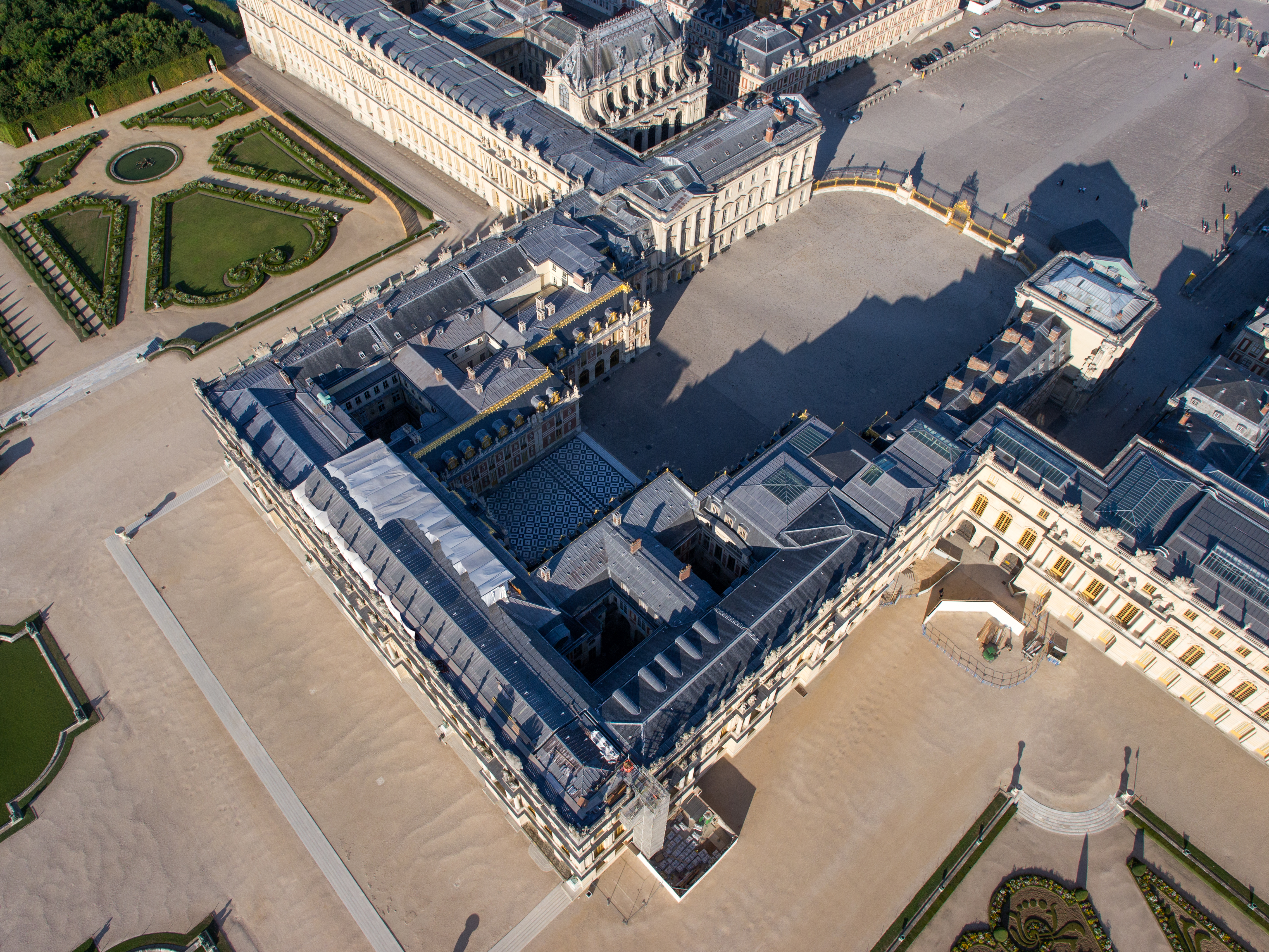
La cour de Marbre (pavimentata in bianco e nero) in ombra
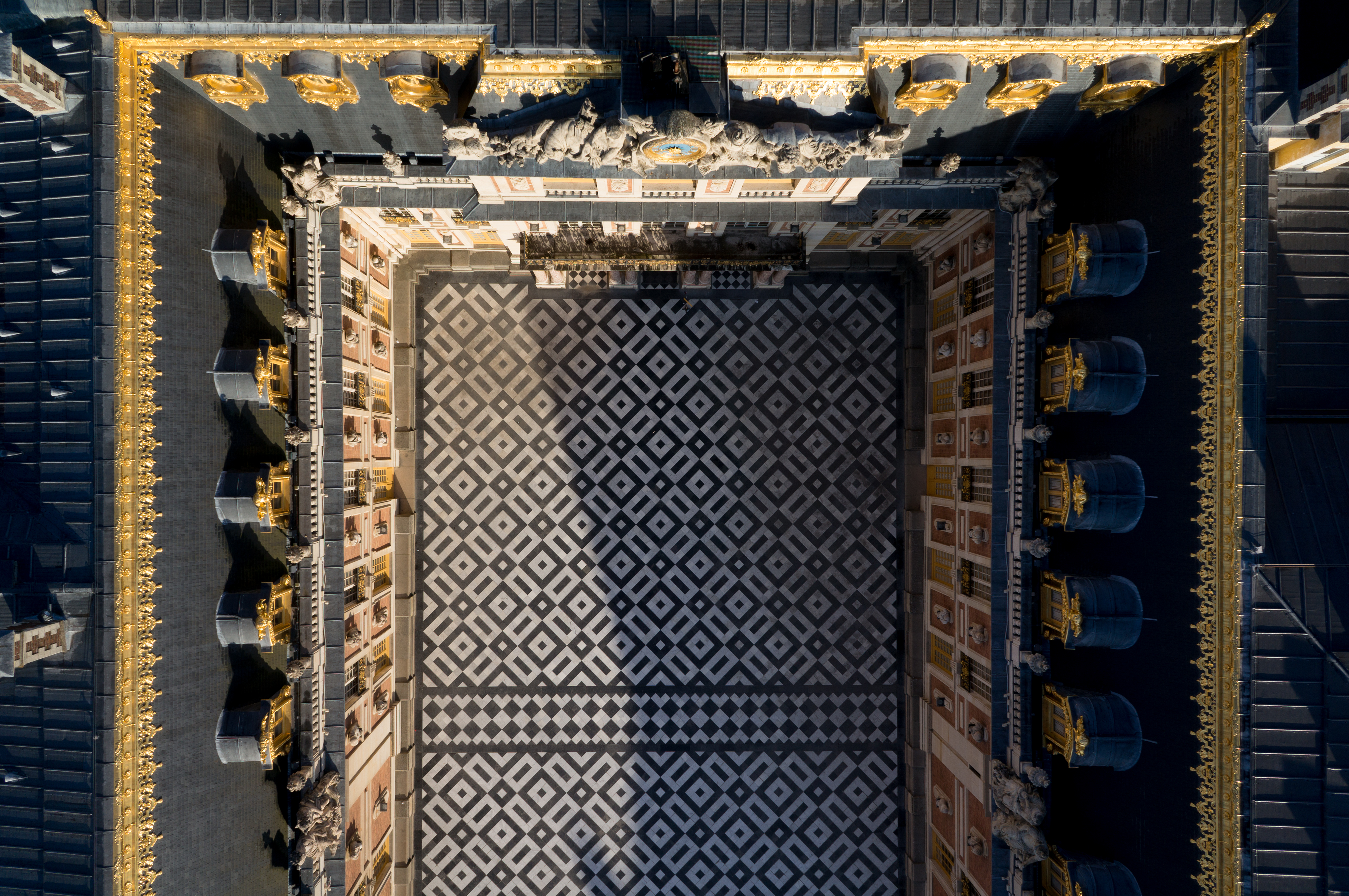
Veduta aerea della cour de Marbre
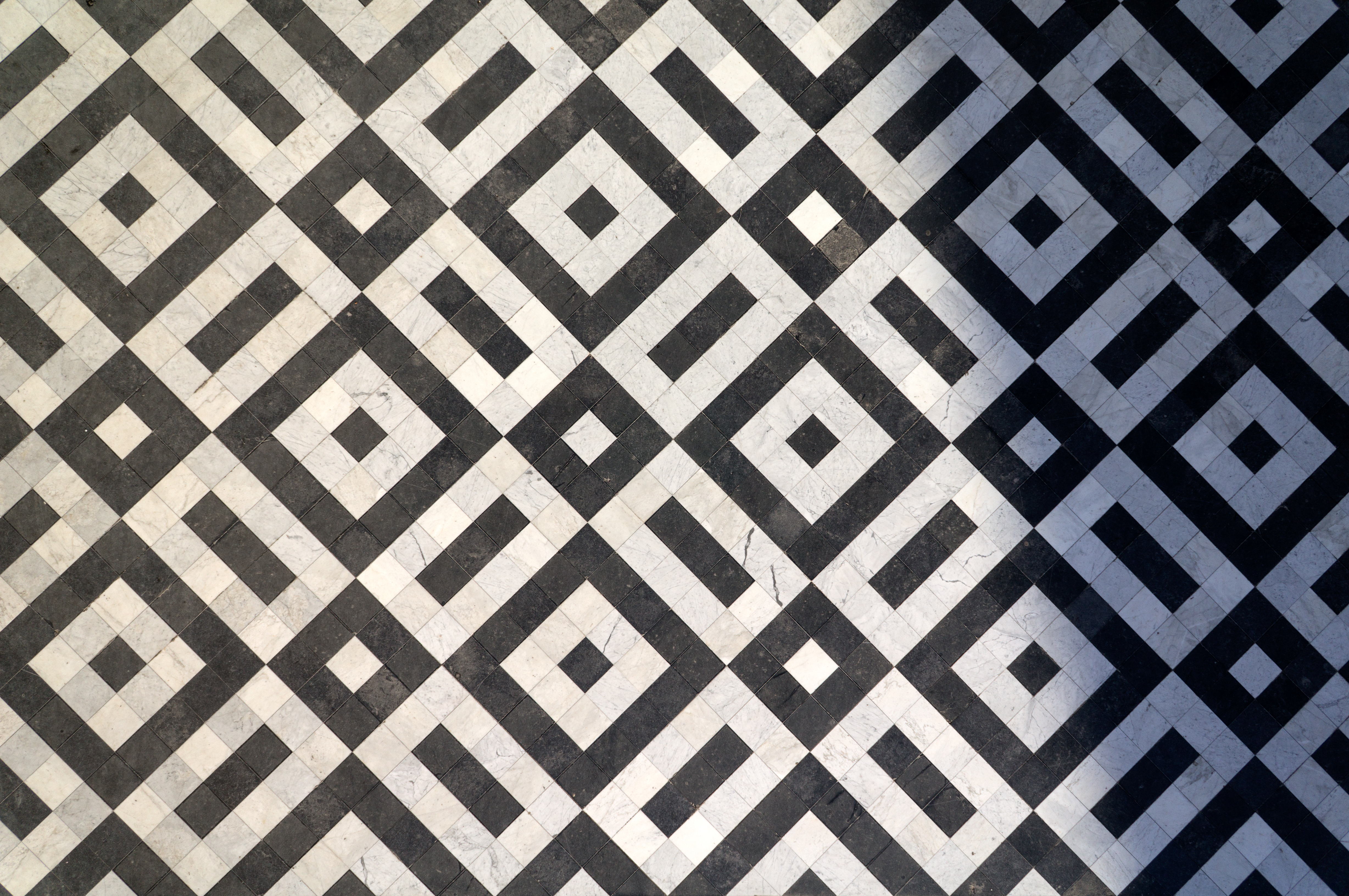
Pavimento della cour de Marbre in veduta aerea
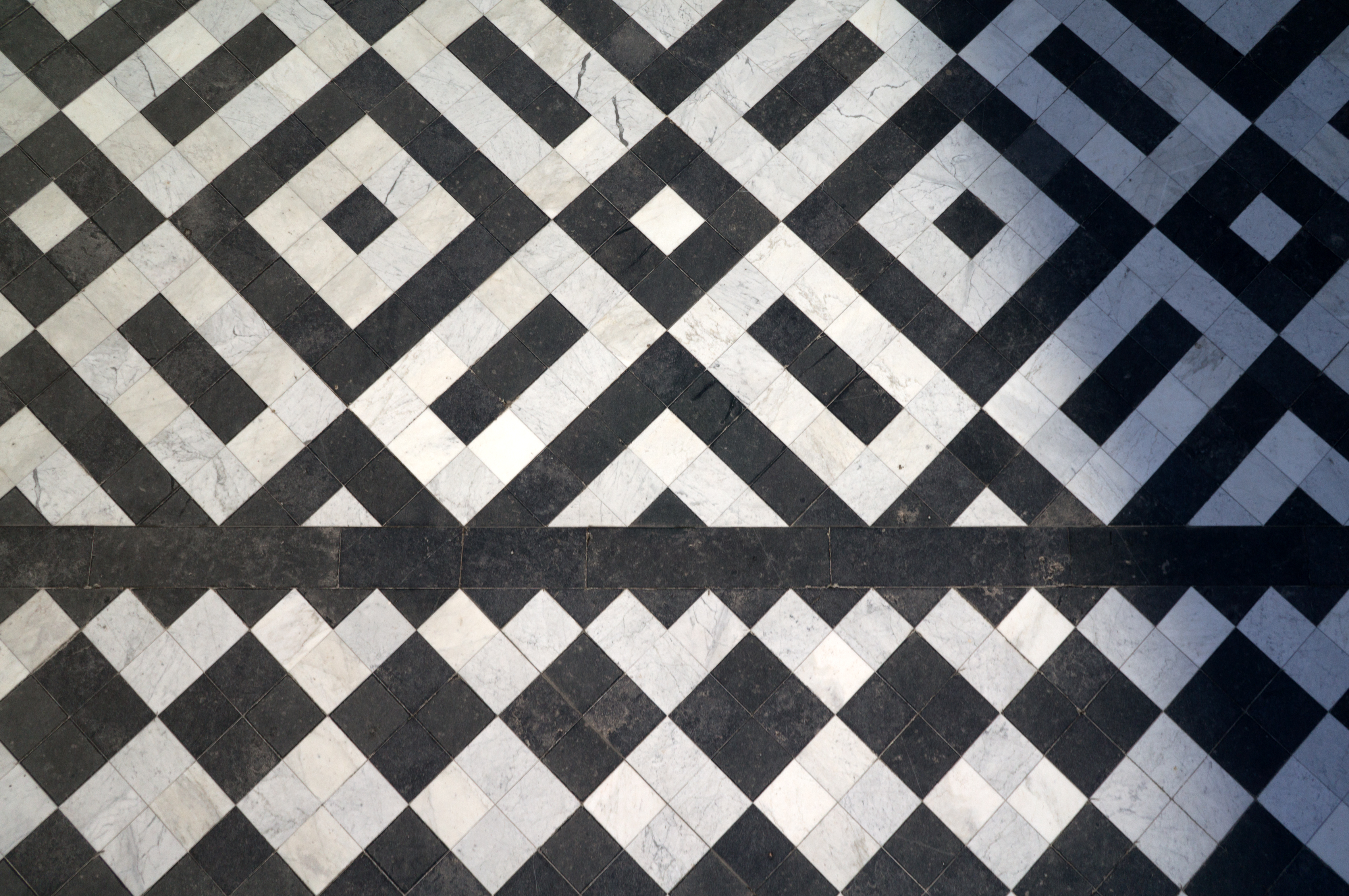
Dettaglio della pavimentazione marmorea (veduta aerea).
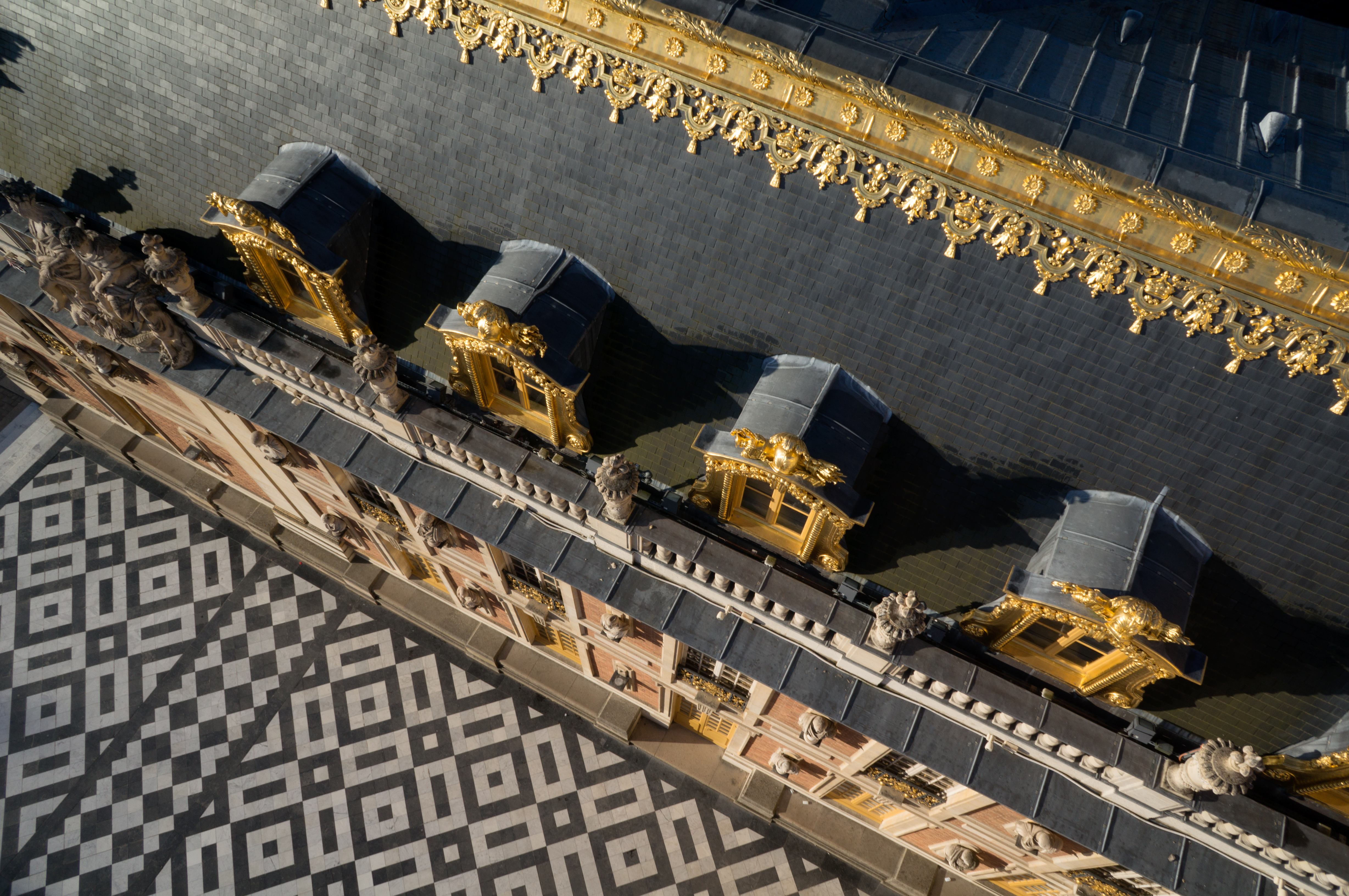
Tetti d'oro sulla cour de Marbre
La cour de marbre ai piedi del castello, con lo sguardo rivolto verso l'avenue de Paris
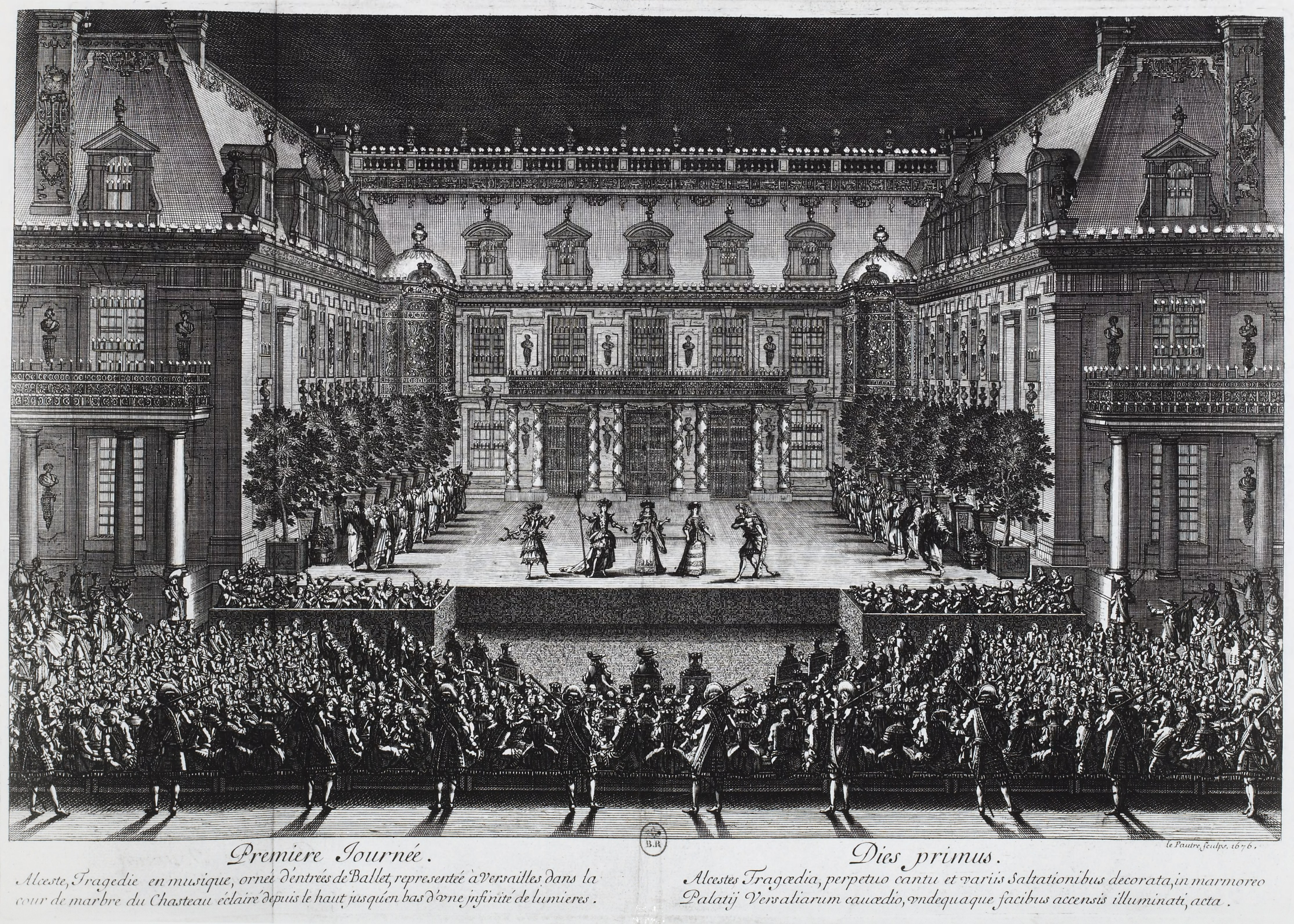
Rappresentazione del balletto Alceste di Jean-Baptiste Lully nella cour de Marbre della reggia di Versailles, 4 luglio 1674.
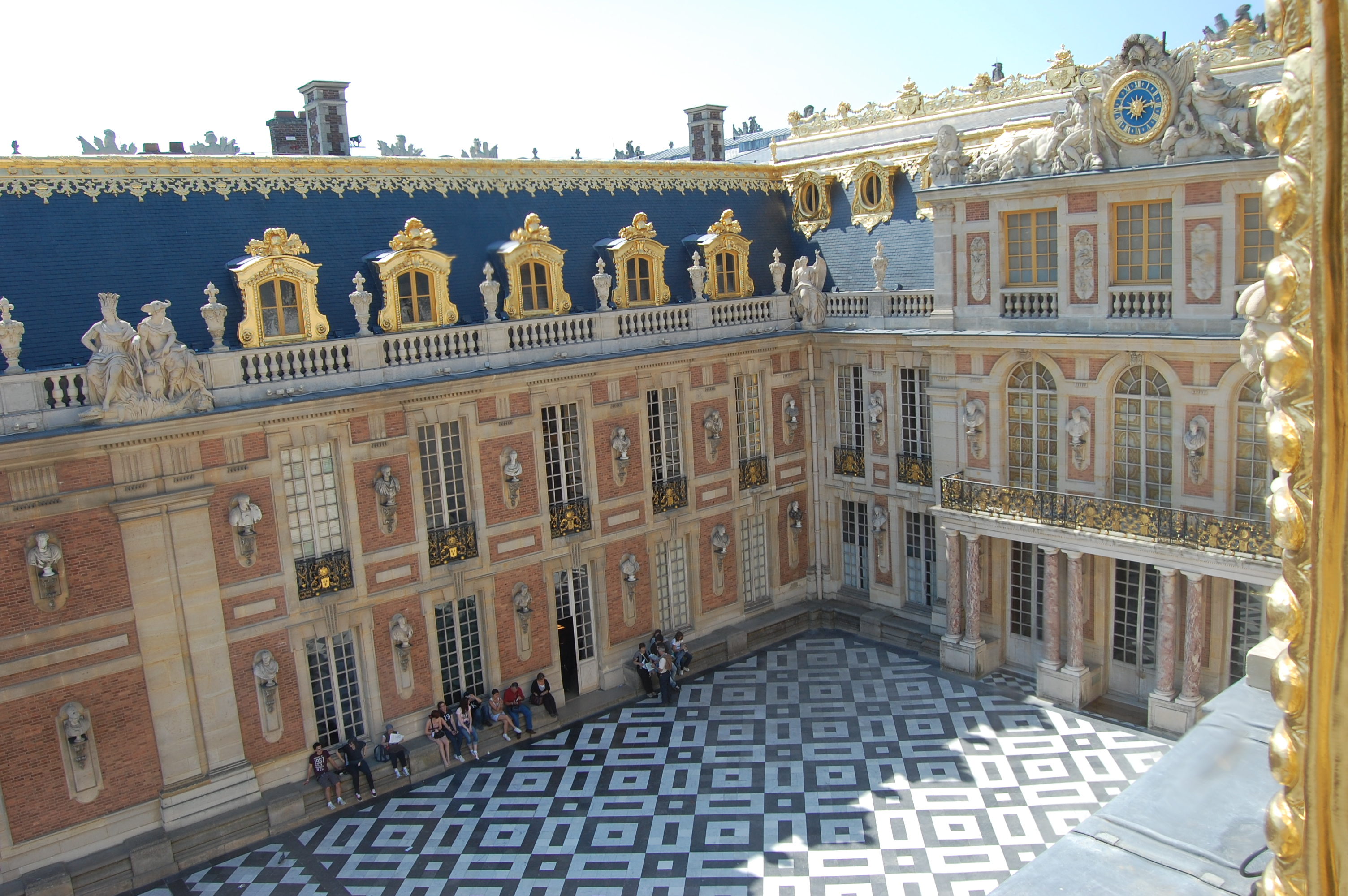
La cour de Marbre
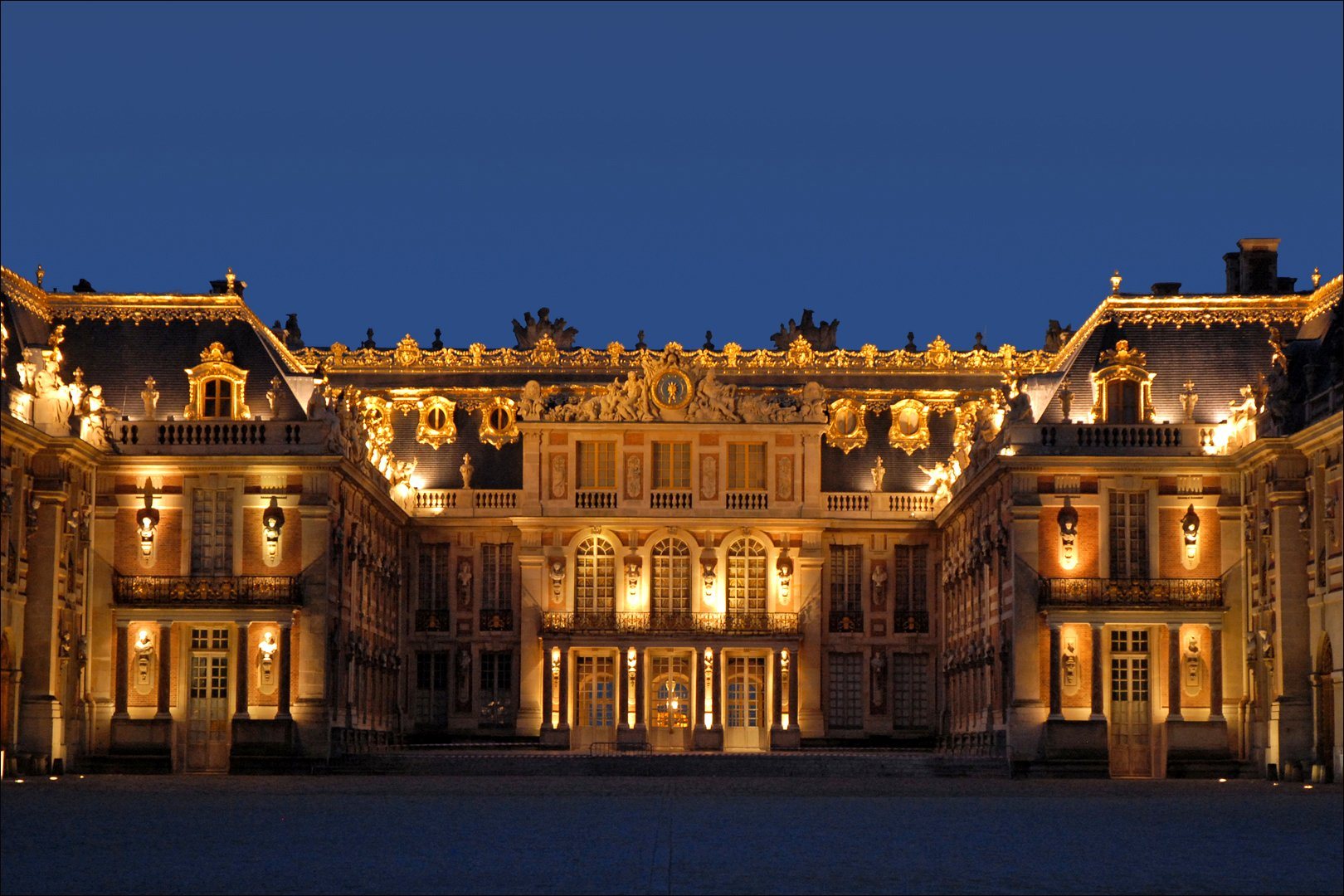
La Cour de Marbre di notte.

## Programma iconografico

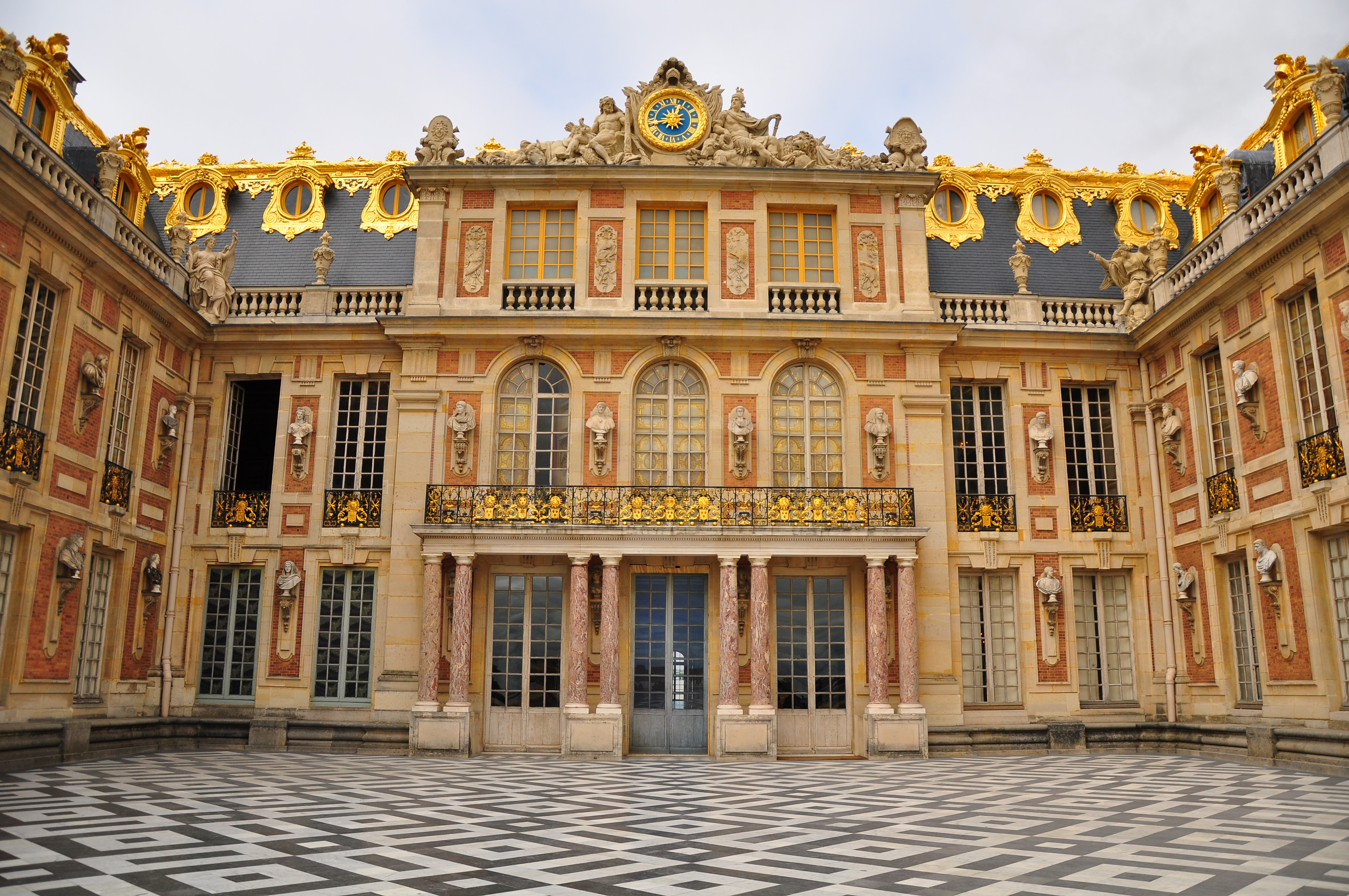
L'avancorpo centrale della reggia di Versailles

La facciata principale (facciata ovest) è uoccupata al centro dall'avancorpo centrale contraddistinto da un portico a tre arcate con colonne binate di stile dorico colossali. Tre porte danno accesso alla galerie basse. Il piano superiore è marcato da un balcone est marqué par un balcone con lesene di marmo rosso. Le finestre a questo piano sono quelle della camera del re e sono archivoltate, completate da fregi ed alternate a triglifi.
L'avancorpo al livello dell'attico è inquadrato da quattro pilastri con bassorilievi di trofei militari scolpiti nel 1680 da Noël Jouvenet e restaurati nel 1893 da Charles Bocquet.

Trofei d'arme
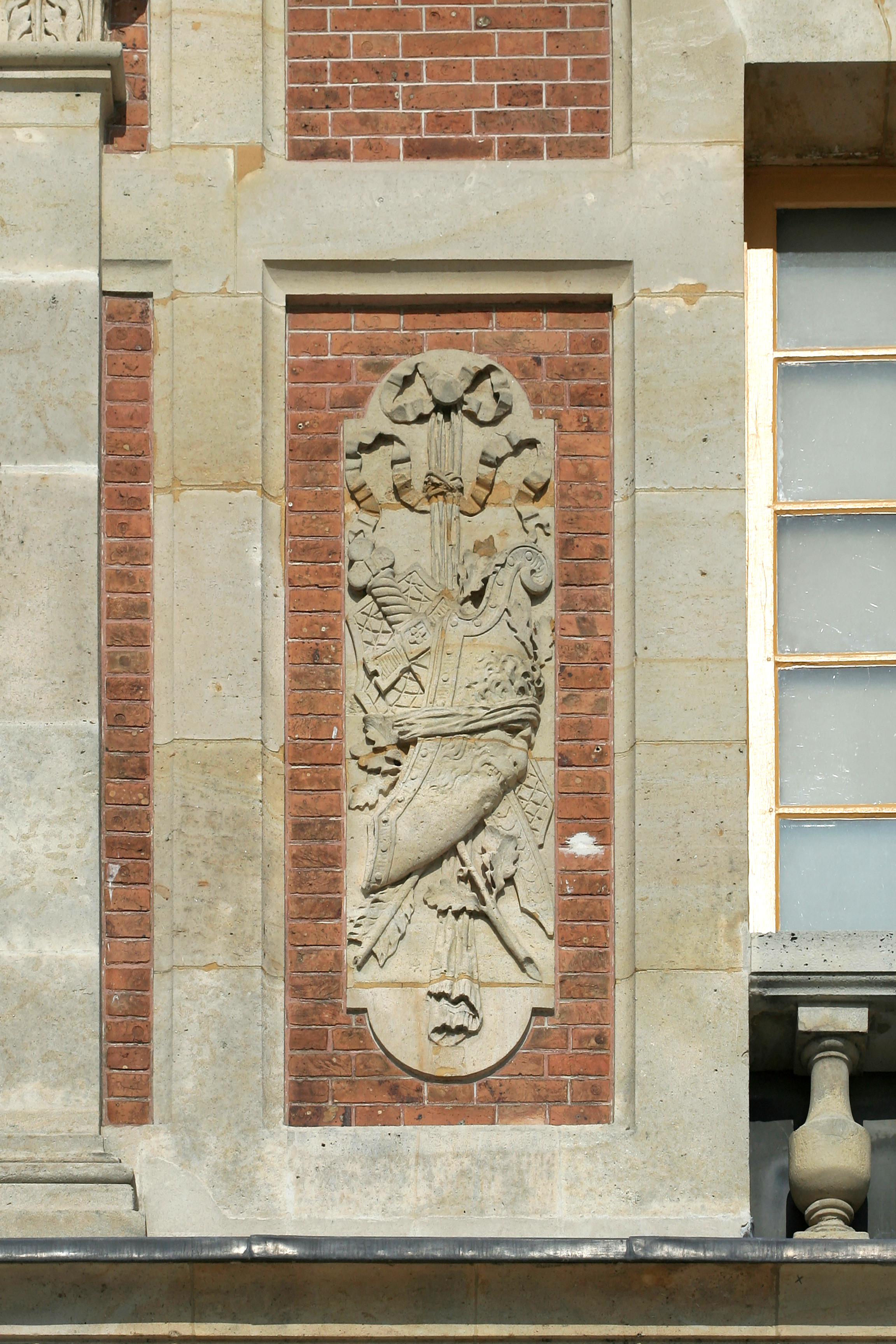
Trofeo d'armi con testa di leone
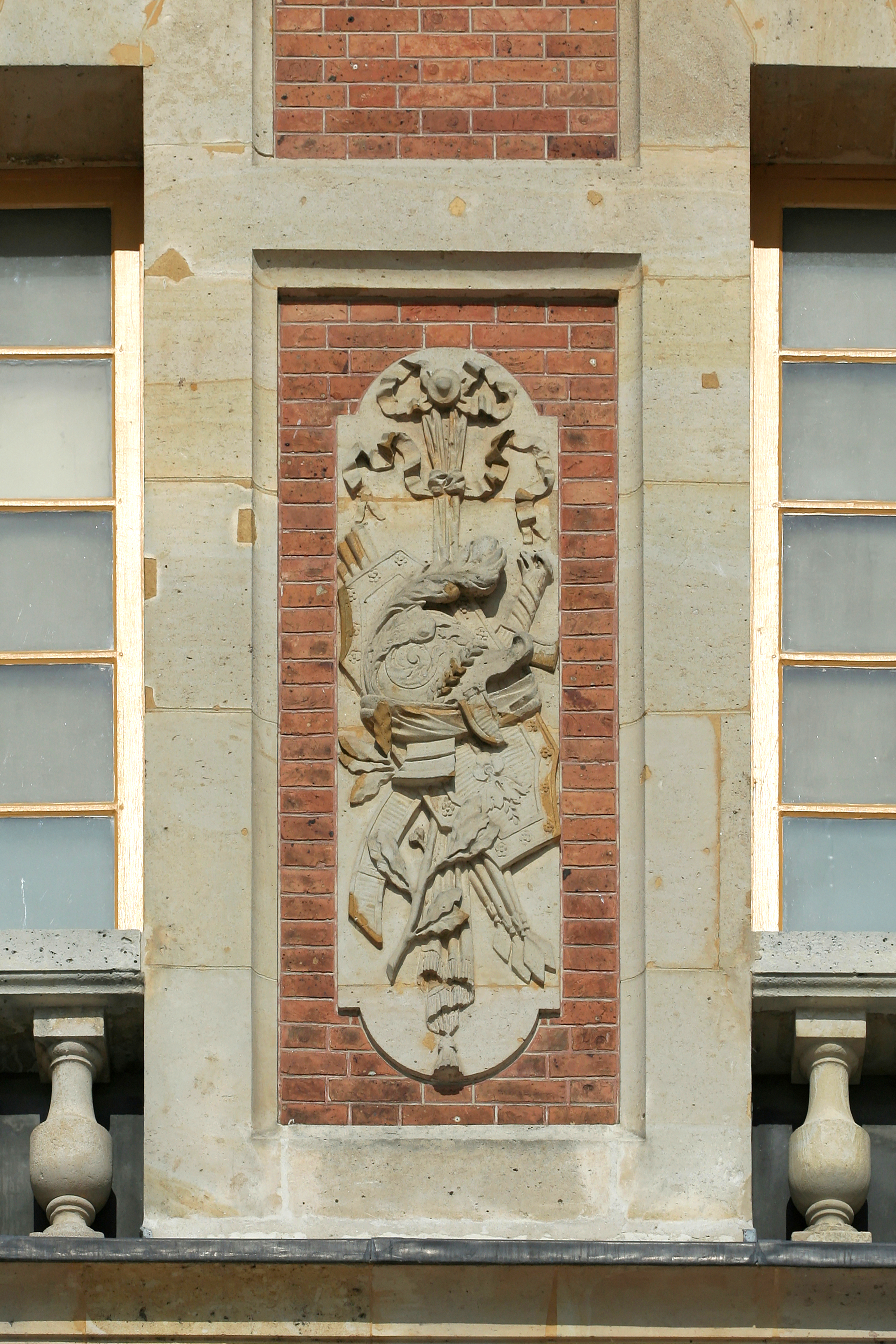
Trofeo d'armi con elmo piumato
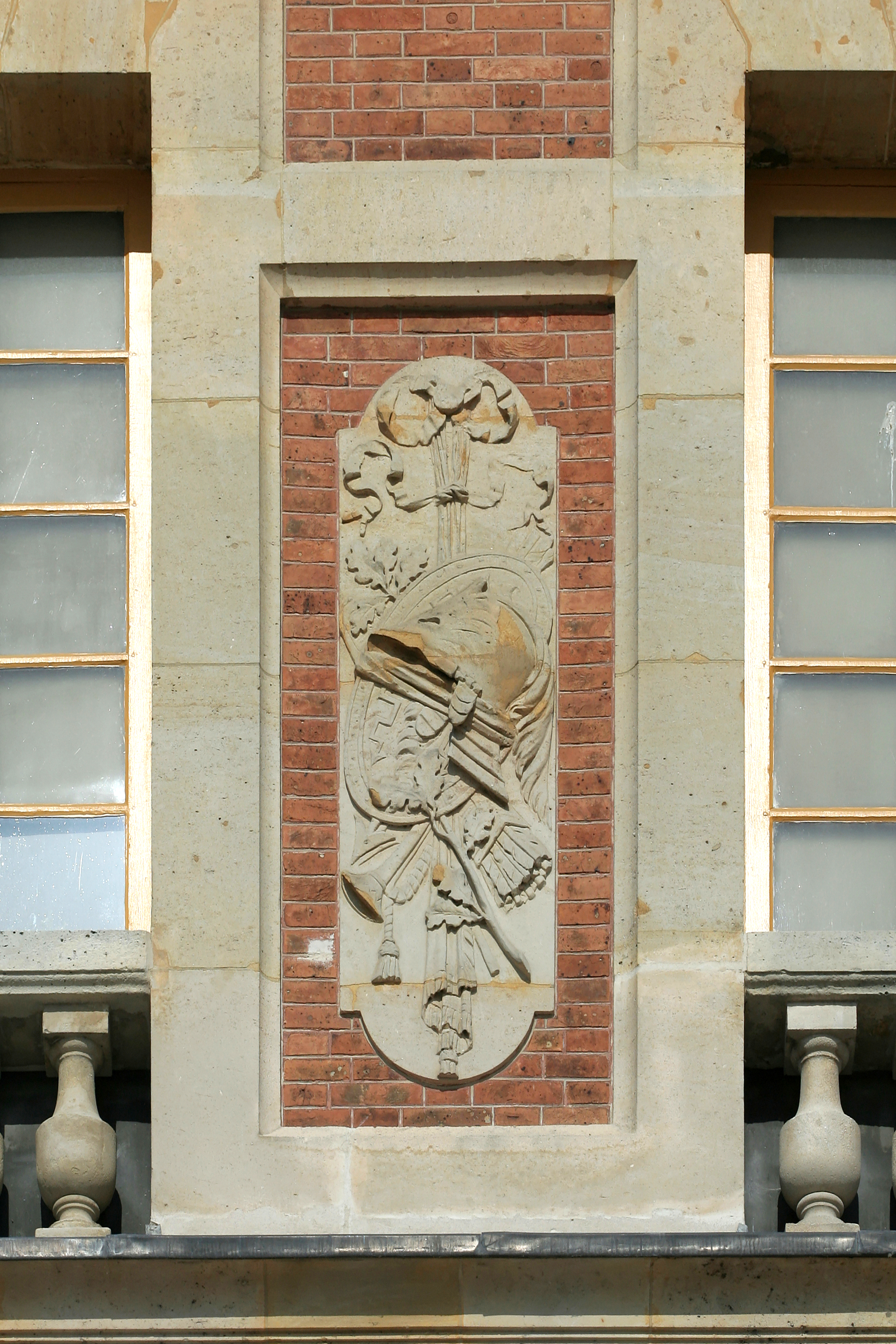
Trofeo d'armi con maschera di cinghiale
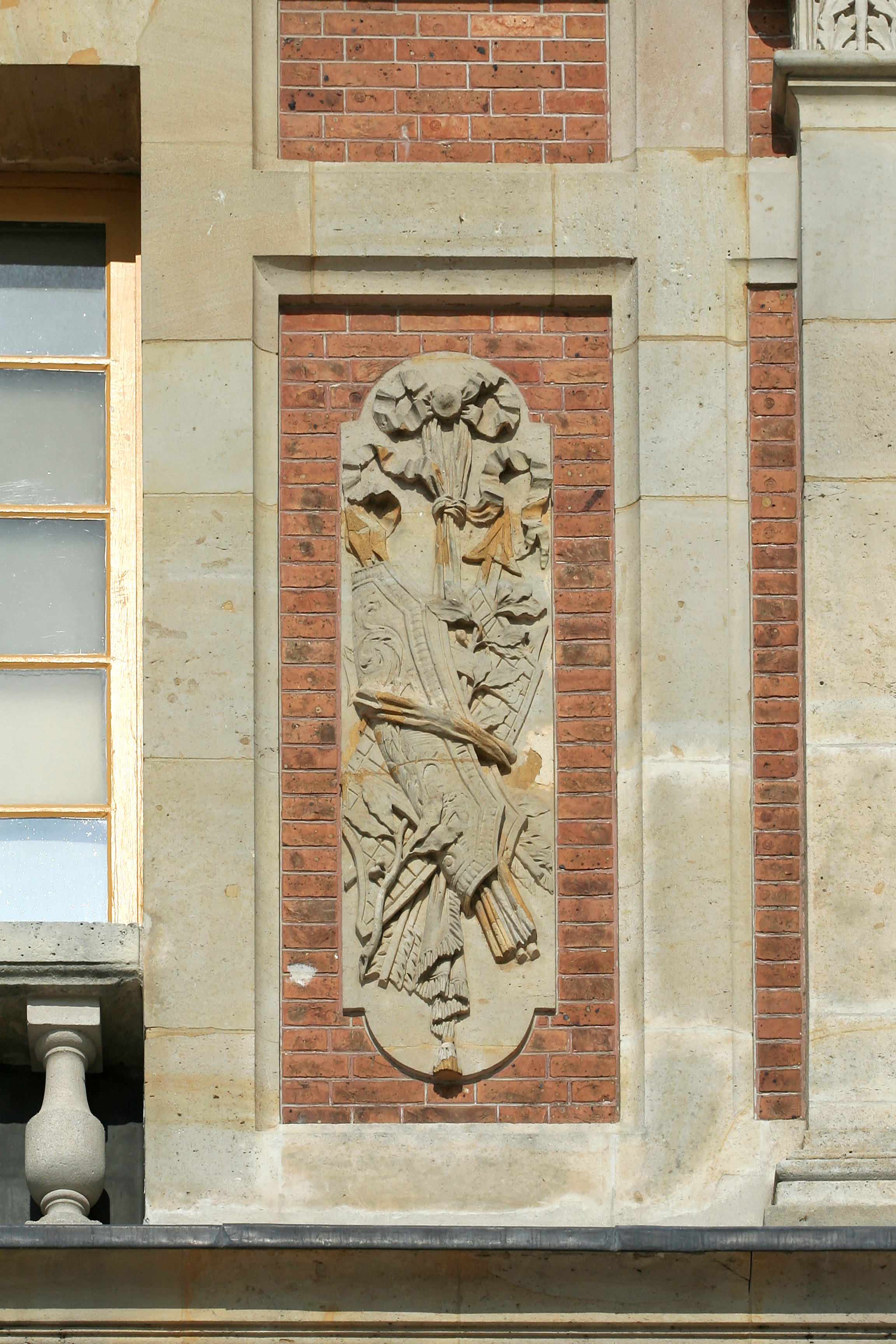
Trofeo d'armi con scudo inciso

L'attico è coronato da un grande orologio sormontato da un trofeo laureato ed affiancato da bandiere e da due figure allegoriche Marte ed Ercole a riposo che rappresentano appunto Ercole che si riposa dopo l'uccisione del Leone Nemeo a sinistra e Marte a riposo a destra. Queste sono allegorie di Luigi XIV vittorioso. Originariamente realizzate da François Girardon e Gaspard Marsy su disegno di Charles Le Brun, a sinistra di Ercole è rappresentata l'Idra di Lerna che simboleggia i franchi del Reno e la Lega d'Augusta, mentre a destra il leone che affianca la figura di Marte rappresenta la Spagna ed il Sacro Romano Impero vinti dai francesi nella Guerra d'Olanda. Le sculture, assai degradate, vennero restaurate nel 1869 da Henri-Michel-Antoine Chapu, il quale sostituì l'aquila che si trovava schiacciata da Marte, simbolo del Secondo Impero Francese, con un ariete.
I muri della cour de Marbre portano sugli intramuri dei busti di marmo provenienti dalla Collezione di antichità di Luigi XIV con volti di numerosi imperatori romani.